# 劉展翹
劉展翹（英語：Jackie Lau Chin Kiu；1994年2月18日—），香港女演員及YouTuber。

## 簡歷
劉展翹中學就讀嘉諾撒聖方濟各書院，2014年開始與游學修、何啟華、易健兒等參與網絡創作團體「學舌鳥 Mocking Jer」之幕前演出，同年與易健兒組成YouTuber女子組合「易劉」，至2017年解散。
2015年起，劉展翹加入網絡創作團體「CapTV擷電視」，與游學修、許賢、蘇致豪、易健兒等擔任常駐幕前成員，同年始演出影視作品。
2018年，劉展翹參與ViuTV選美真人騷節目《Good Night Show 廣告女皇》。 其後，加入網絡創作團體「啱Channel」擔任常駐幕前成員，至2021年11月約滿離開。
2019年，開設個人YouTube頻道「大鵬展翹JackieLau」。
2021年，劉展翹參與ViuTV選秀節目《全民造星IV》，參賽編號88，96強之一。

## 演出

### 電視劇（港台電視）
- 2017年：《手語隨想曲5》之〈愛情〉 （页面存档备份，存于）演出
- 2018年：《那些年那些歌II》之〈黎明篇：孤獨的心溫柔的愛〉演出
- 2019年：《義想天開》之〈芝麻綠豆〉 （页面存档备份，存于） 飾 Ceci
- 2021年：《環顧日常》之〈無牌父女〉 飾 阿澄

### 電視劇（ViuTV）
- 2018年：《身後事務所》 飾 Joy（第11-12集）
- 2018年：《做演藝嘅》 飾 Tina
- 2019年：《理想國－千針百孔》 飾 嘉嘉
- 2019年：《娛樂風雲》 飾 梁蔚芝朋友（第23集）

### 電視節目（ViuTV）
- 2018年：《Good Night Show 廣告女皇》 參賽者－八強
- 2019年：《晚吹—女學生·吹水班》 第23集嘉賓
- 2021年：《海陸勁技場》
- 2021年：《全民造星IV》 參賽者

### 節目主持（港台電視）
- 2021年：《影動童遊》（化名童童）

### 電影
- 2015年：《哪一天我們會飛》 飾 司儀
- 2017年：《以青春的名義》 飾 女班長
- 2018年：《黃金花》
- 2020年：《麥路人》 飾 女社工周姑娘
- 2020年：《冥通銀行特約：翻生爭霸戰》
- 2020年：《狂舞派3》 飾 電台 PA

### 短片
- 2015年：MCL「電影繼承作 - 記錄愛」短片比賽作品 《MarryMe101》 （页面存档备份，存于）
- 2015年：《君のことが好きだから》 （页面存档备份，存于）
- 2017年：《紅樓夢：白訣》[6]

### 現場表演
| 節目                           | 日期           | 地點               | 介紹                                                           | 連結                                                    |
| ------------------------------ | -------------- | ------------------ | -------------------------------------------------------------- | ------------------------------------------------------- |
| 《告別大台．我們的頒獎禮》     | 2019年12月24號 | 旺角麥花臣場館     | - 啱Channel首個大型綜藝節目 - 口號：「一個屬於2019年嘅頒獎禮」 | 【完整版】告別大台．我們的頒獎禮 （页面存档备份，存于） |
| 《試當真一週年現場版》（暫名） | 2021年10月26號 | 九龍灣國際展貿中心 | - 參與其中一個環節《現場風雲》演出                             |                                                         |

### 網絡作品（Viu）
- 2021年：《同煲同BLOW》 第5、6集嘉賓

### 網絡作品（CapTV擷電視）
（有（*）為主角）
- 2015年：《吵架教室》 （页面存档备份，存于）（*）
- 2015年：《追擊仙氣女學霸》 （页面存档备份，存于）（*）
- 2015年：《追擊仙氣女學霸－續集 ！！》 （页面存档备份，存于）（*）
- 2015年：《獨女過聖誕》 （页面存档备份，存于）（*）
- 2016年：《目及女教室》 （页面存档备份，存于）
- 2016年：《易劉教室：賀年問候舞》 （页面存档备份，存于）（*）
- 2016年：《先生，你個袋未閂好》 （页面存档备份，存于）（*）
- 2016年：《熱血小清新劇場：點解好笑》 （页面存档备份，存于）（*）
- 2016年：《5月2日の戀》 （页面存档备份，存于）（*）
- 2016年：《行路教室》 （页面存档备份，存于）（*）
- 2016年：《38實驗劇場：眼鏡神偷》 （页面存档备份，存于）（導演）
- 2016年：《不如我哋一齊咯》 （页面存档备份，存于）（*）
- 2016年：《瞬間の逆轉勝》 （页面存档备份，存于）
- 2016年：《38實驗劇場：惡運致富秘笈》 （页面存档备份，存于）（*）
- 2016年：《CapTV一週年呈獻：片場風雲》 （页面存档备份，存于）
- 2016年：《你有冇聽我講嘢？》 （页面存档备份，存于）（*）
- 2016年：《搭檯啟示錄》 （页面存档备份，存于）（*）
- 2016年：《搭檯啟示錄2.0》 （页面存档备份，存于）
- 2016年：《靜音教室》 （页面存档备份，存于）
- 2017年：《棄養星人》 （页面存档备份，存于）

### 網絡作品（啱Channel）
（有（*）為主角）
- 2018年：【微電影】《十年戀事飛鵝山》（一） （页面存档备份，存于）（二） （页面存档备份，存于）（三） （页面存档备份，存于）（*）
- 2018年：【微電影】《教你分手的朋友》（三） （页面存档备份，存于）
- 2018年：《當女友說...我要食一羹呀！》 （页面存档备份，存于）（*）
- 2019年：【微電影】《每日上映 (一氣呵成版)》 （页面存档备份，存于）（*）
- 2019年：《男友的驚喜》 （页面存档备份，存于）
- 2019年：《愛，要唱出來》 （页面存档备份，存于）（*）
- 2019年：《波衫的意義》 （页面存档备份，存于）（*）
- 2019年：《⼀個陪你找⿈黃店的女⼈》 （页面存档备份，存于）（*）
- 2019年：【微電影】《跟香港說再見》 （页面存档备份，存于）（*）
- 2019年：【微電影】《我們的六個半月》 （页面存档备份，存于）（*）
- 2019年：《加人工總有方法的》 （页面存档备份，存于）
- 2020年：《有一種傷心叫發現 - 老了》 （页面存档备份，存于）
- 2020年：《點解佢...忽然唔理我？》 （页面存档备份，存于）（*）
- 2020年：【互動式微電影】《他突然走進我的人生 3》 （页面存档备份，存于）
- 2020年：《找不到的戀人》 （页面存档备份，存于）
- 2020年：《分手記得拎齊嘢 ~》 （页面存档备份，存于）（*）
- 2020年：《做人冇關公 真係食得屎》 （页面存档备份，存于）（導演）
- 2020年：《付岀到世界盡頭》 （页面存档备份，存于）（*）
- 2020年：【4K微電影】《流淚不要戴口罩》（上） （页面存档备份，存于）（下） （页面存档备份，存于）（*）
- 2020年：《阿姨，我不想努力了》 （页面存档备份，存于）
- 2020年：《我真係買羽毛球拍》 （页面存档备份，存于）
- 2020年：《聖誕可以和誰過？》 （页面存档备份，存于）
- 2021年：【4K微電影】《關人戀事飛鵝山》 （页面存档备份，存于）（*）
- 2021年：《阿姨需要你的努力》 （页面存档备份，存于）（*）
- 2021年：《現場環境安全》 （页面存档备份，存于）（*）
- 2021年：【四台聯播】《妙手神醫》 （页面存档备份，存于）
- 2021年：《與神同行一陣》 （页面存档备份，存于）
- 2021年：【4K微電影】《香城謊言法》 （页面存档备份，存于）（*）
- 2021年：《係咁㗎啦！》 （页面存档备份，存于）（*）
- 2021年：《水果殺戮令》 （页面存档备份，存于）（*）
- 2021年：【微電影】《離開前的最後一夜》 （页面存档备份，存于）（*）
- 2021年：《曖昧讓人受盡委屈》 （页面存档备份，存于）（*）
- 2021年：《Sor！唔記得咗》 （页面存档备份，存于）（*）
- 2021年：《我要做孖八8️⃣8️⃣！》 （页面存档备份，存于）（*）

### 網絡作品（OUR. Studio）
- 2021年：【微電影】《臨別秋波》 （页面存档备份，存于）

### 網絡作品（試當真）
（有（*）為主角）
- 2020年：試映劇場《Channel需要女》 （页面存档备份，存于）
- 2021年：試映劇場《四台聯播：Channel需要s》 （页面存档备份，存于）
- 2021年：試映劇場《劇本醫生》 （页面存档备份，存于）
- 2021年：試乜都得《周圍都係》 （页面存档备份，存于）（*）
- 2021年：試乜都得《兩個人的事》 （页面存档备份，存于）（*）
- 2022年：試映劇場《小Jacket大外套》 （页面存档备份，存于）（*）
- 2022年：試乜都得《小即興大結局》｜試當真 （页面存档备份，存于）
- 2022年：試映劇場《可以WOWOW》 丨試當真 （页面存档备份，存于）
- 2022年：試乜都得《飛落瘋人院》｜試當真 （页面存档备份，存于）
- 2022年：試映劇場《低智能叛變 A.I. Artificial Idiot》 ｜試當真 （页面存档备份，存于）（*）

### 廣告
- 2017年：申請貸款，面對面好難為情！（安信廣告2018） （页面存档备份，存于）
- 2018年：開心滿載 優品360 （30秒） （页面存档备份，存于） （15秒） （页面存档备份，存于）
- 2018年：「玉泉」溝畀你睇！（70年代篇） （页面存档备份，存于）（90年代篇） （页面存档备份，存于）（2018篇） （页面存档备份，存于）
- 2021年：UA亞洲聯合財務 （页面存档备份，存于）

### MV
- 2017年：胡鴻鈞〈朋友身份〉
- 2018年：野仔〈年輕的我們〉
- 2022年：妹媽 Muidy Li 《Megahit》Music Video (原唱：Anson Lo 盧瀚霆) （页面存档备份，存于）

## 外部連結
- 劉展翹在互联网电影资料库（IMDb）上的資料（英文）
- 劉展翹在香港影庫上的簡介
- 劉展翹的Facebook專頁
- 劉展翹的Instagram帳戶
- YouTube上的大鵬展翹JackieLau頻道
- 易劉 YickLau的Facebook專頁
- YouTube上的易劉 YickLau頻道